# Mate Jerković
Mate (Mato) Jerković  (Novo Selo (Sisak), 19. veljače 1915. − Beograd, 17. lipnja 1980.), hrvatski visoki vojni časnik i državni dužnosnik, publicist, po struci pravnik

## Životopis
Rodio se je u Novom Selu kod Siska 1915. godine. U Sisku je završio gimnaziju 1937. godine. Pred drugi svjetski rat završio je školu za pričuvne časnike jugoslavenske vojske u Goraždu. Travanjski rat zatječe ga kao zapovjednika 89. pješačkog puka. Nakon toga službovao u vojnim snagama NDH, hrvatskom domobranstvu. Uz prekide bio domobranski poručnik u Sisku. Potajice surađivao s KP. Tijekom rata usporedno s vojnom službom studirao te 1942. diplomirao na zagrebačkom Pravnom fakultetu. Godine 1942. predvodio je svoj vod na Banovini kad su prešli partizanima 6. svibnja 1942. Nešto prije, veljače 1942., primljen je u KPJ. Krajem 1942. sudionik borba u Hrvatskoj: u Slavoniji, Podravini, Moslavini i Bilogori, prošao osovinske operacije Zelen i Braun. Borio se po Zagorju.
U NOP-u obnašao razne dužnosti. Bio je zapovjednik Kalničkog odreda, bio je zamjenik zapovjednika 4. divizije, bio je načelnik operativnog odjela GŠH, drugog bataljuna Sedme banijske udarne brigade NOVH-a, Desetoga zagrebačkog korpusa NOVJ-a, Šestoga slavonskog korpusa NOVJ-a. Zapovjednik partizanskih snaga u bitci za Našice 17. – 24. studenoga 1944. godine.
Obnašao i dužnost pomoćnika zapovjednika (komandanta) armije (zamjenik zapovjednika 3. armije). 1944. i 1945. godina obilježena je borbama po nizinskom dijelu Hrvatske: od Slavonije i Podravine, od Osijeka do Koprivnice, izdržavanje zadnje njemačke ofenzive između Save i Drave. Sudjelovao u progonu osovinskih snaga prema zapadu i u borbama za Zagreb. 
Tijekom rata bio aktivan i u partizanskoj upravi. Vijećnikom ZAVNOH-a imenovan 1943. godine.
Poslije rata boravio je u SSSR-u, u Rusiji, gdje je u Moskvi od 1946. do 1948. pohađao Višu vojnu akademiju "K. J. Vorošilov".  Osim toga, obnašao je najviše zapovjedničke dužnosti. Poslije rata bio je zapovjednik JRM, nosio čin admirala i pomoćnik saveznog tajnika (sekretara) za narodnu obranu. Ordenom narodnog heroja odlikovan 20. prosinca 1951. godine.
Premda po godinama još nije bio za starosnu mirovinu, 1975. je s 60 godina starosti napustio djelatnu vojnu službu. Na povijesnoj znanosti i istraživačima je ustvrditi je li ili nije Jerkovićev odlazak u mirovinu bio dio sječe hrvatskih kadrova nakon gušenja hrvatskog proljeća, kad su mnogi hrvatski vojni dužnosnici, od kojih su mnogi bili partizanski zapovjednici, časno ili nečasno otpušteni iz vojske ili drugih organizacija (Janko Bobetko, Franjo Tuđman, Ivan Šibl).
Pisao knjige i članke o vojnoj povijesti i partizanskom pokretu. Članke je objavio u vojnim časopisima, zbornicima i monografijama.
Umro je u Beogradu lipnja 1980. godine.

## Priznanja i počasti
- Orden narodnog heroja 1951.
- Orden partizanske zvijezde
- Orden zasluga za narod
- 10. rujna 1959., nakon održane Prve Smotre pomoraca i porječana Jugoslavije, dok još nije postojao SIO, osnovan je Odred izviđača-porječana "Mate Jerković" Osijek. Na prijedlog ondašnjeg starješine matičnog odreda (OI"ILR") Dragomira Šulca, novi je porječanski odred uzeo je ime ratnog zapovjednika 6. slavonskog korpusa, ondašnjeg zapovjednika JRM-e. Budući da se uzelo ime žive osobe, godinu poslije tražilo se pismeni pristanak Mate Jerkovića.[5]

## Djela
(izbor)
- Borbe u Slavoniji za vrijeme četvrte i pete neprijateljske ofanzive[1]
- Od partizanskih leuta do savremene ratne mornarice[1]
- Četiri proletera [1]
- Nikola Demonja, životopisno djelo s elementima književnog[1]
- Značenje ZAVNOH-a za NOP-a u Slavoniji [6]
- 20 godina razvitka ratne mornarice[3]